# Bengaalse wever
De Bengaalse wever (Ploceus benghalensis) is een zangvogel uit de familie Ploceidae (wevers en verwanten).

## Verspreiding en leefgebied
Deze soort komt voor in de laaglanden van Pakistan tot India, Nepal en Bangladesh.